# Буксгевден Софія Карлівна
Софія Карлівна Буксгевден (нім. Sophie Buxhoeveden; 6 вересня 1883, Санкт-Петербург — 26 листопада 1956) — фрейліна останньої російської імператриці Олександри Федорівни. Народилася в Петербурзі в родині Карла Буксгевдена та Людмили Осокиной. Супроводжувала царську сім'ю в заслання в Тобольськ. Була відокремлена від неї незадовго до вбивства. Поїхала в еміграцію через Сибір, Японію і Північну Америку. Жила в Копенгагені, а потім у Лондоні. Написала три книги англійською.

## Книги
- Life and Tragedy of Alexandra Feodorovna, Empress of Russia. — London, N.Y., Toronto: Longmans, Green. 1928;

- Left behind. 14 Months in Siberia during the revolution. December 1917 — February 1919 [Архівовано 15 квітня 2014 у Wayback Machine.]. — London: Longmans, Green. 1929;
- Before the storm». — London: Macmillan. 1938.

- Російський переклад першої частини мемуарів: Буксгевден С., баронеса. Вінценосна мучениця. Життя і трагедія Олександри Федорівни, імператриці всеросійської / Пер. з англ. Н. Б. Лебедєвої. — М .: Русскій Хронограф', 2006. — 528 с.

Російський переклад всіх трьох книг С. К. Буксгевден з коментарями:
- 1 том: Баронеса Софія Буксгевден. Життя і трагедія Олександри Федорівни, Імператриці Росії. Спогади фрейліни в трьох книгах. Кн. 1: Життя і трагедія Олександри Федорівни, Імператриці Росії. Кн. 2: Минуле. Чотирнадцять місяців в Сибіру під час революції. Грудня 1917 — лютий 1919 рр. Кн. 3: Перед бурею / Пер. В. А. Ющенко; відп. ред. і упоряд. коммент. Т. Б. Манакова і К. А. Протопопов. — М .: Лепта Книга, Віче, Гриф, 2012. — 800 с., Іл.
- 2 том: Баронеса Софія Буксгевден. Життя і трагедія Олександри Федорівни, Імператриці Росії. Коментарі до спогадів. Відп. ред. і упоряд. коммент. Т. Б. Манакова і К. А. Протопопов. — М .: Лепта Книга, Віче, Гриф, 2012. — 576 с., Іл.